# Daceyville
Daceyville är en del av en befolkad plats i Australien. Den ligger i kommunen Randwick och delstaten New South Wales, i den sydöstra delen av landet, nära delstatshuvudstaden Sydney. Antalet invånare är 1 188.
Trakten är tätbefolkad. Närmaste större samhälle är Sydney, nära Daceyville. 
Runt Daceyville är det i huvudsak tätbebyggt. Genomsnittlig årsnederbörd är 1 380 millimeter. Den regnigaste månaden är februari, med i genomsnitt 200 mm nederbörd, och den torraste är juli, med 36 mm nederbörd.